# Louisburg (Kansas)
Louisburg è un comune degli Stati Uniti d'America, situato nello Stato del Kansas, nella contea di Miami.